# Rue Singer
La rue Singer est une voie du 16e arrondissement de Paris, en France.

## Situation et accès

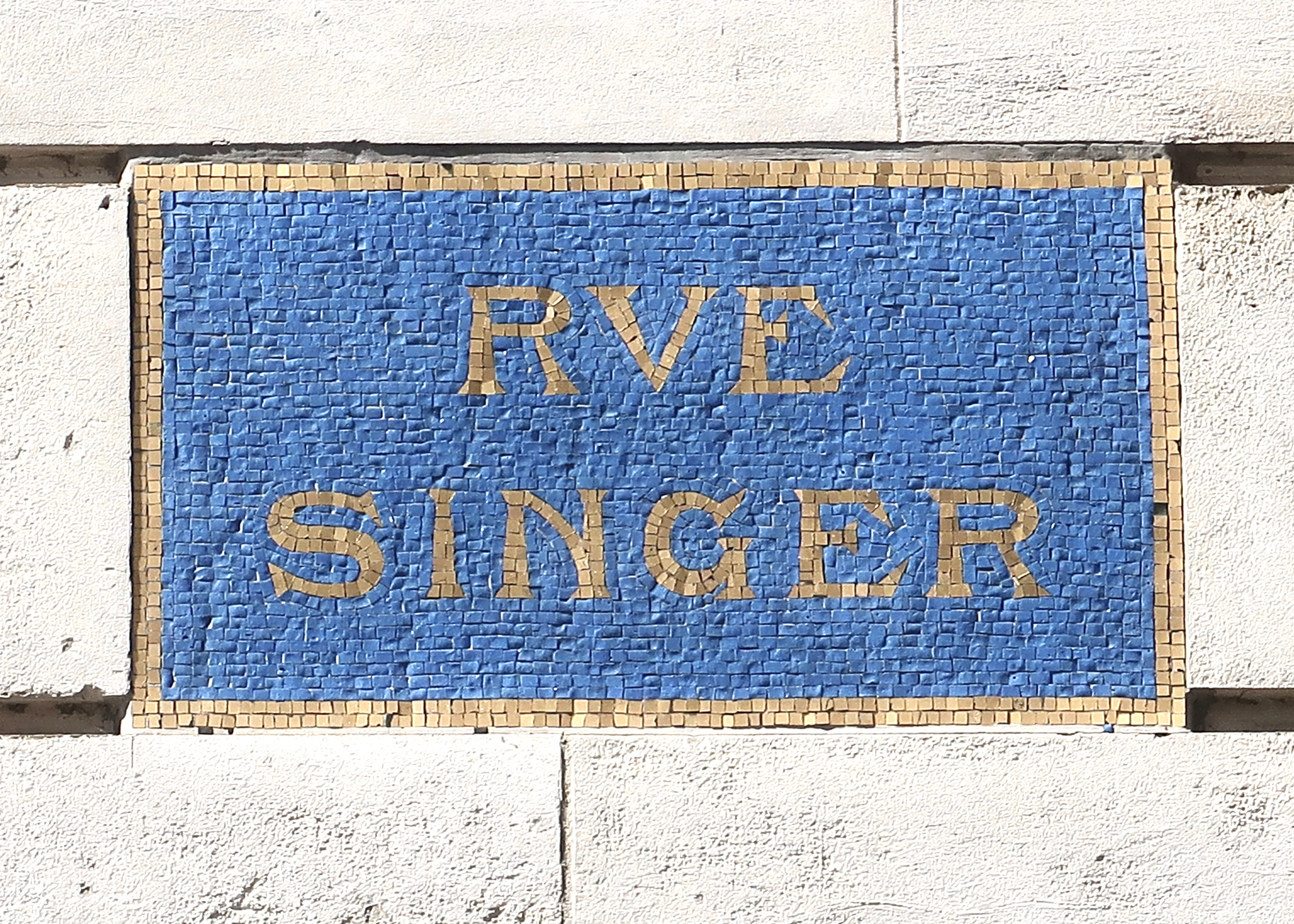
Plaque en mosaïque.

La rue Singer est une voie publique située dans le 16e arrondissement de Paris. Elle débute au 64, rue Raynouard et se termine au 64, rue des Vignes.
Elle est desservie, au nord, par la ligne de métro 9, à la station de métro La Muette. La gare de Boulainvilliers de la ligne C se situe à proximité de la rue.

## Origine du nom
Elle est nommée en l'honneur de l'industriel et philanthrope David Singer (1778-1846), propriétaire des terrains sur lesquels la rue fut ouverte.

## Historique
Cette voie est ouverte, comme les rues Saint-Philibert, Neuve-Bois-le-Vent et de la Fontaine, sur les terrains des anciennes dépendances du château de Boulainvilliers et de l'hôtel de Valentinois, acquis par David Singer en 1836, sous sa dénomination actuelle. Elle était située dans l'ancienne commune de Passy jusqu'à son rattachement à la voirie parisienne par le décret du 23 mai 1863.
Une photographie de la rue en 1929 figure dans le Dictionnaire historique des rues de Paris de Jacques Hillairet.

## Bâtiments remarquables et lieux de mémoire
- No 1 : emplacement d'un ancien pavillon dépendant de l’hôtel de Valentinois où, en 1777, Benjamin Franklin, qui y demeure, fait placer le premier paratonnerre construit en France (inscription sur la façade de l'immeuble formant l'angle avec la rue Raynouard et panneau de la ville de Paris).
- Nos 1-11 : à ce niveau se trouvait le pensionnat des Frères des écoles chrétiennes à Passy, démoli en 1909[1]. Le site est ensuite loti par des immeubles résidentiels dont l'entrée est avenue du Colonel-Bonnet, voie nouvellement percée, parallèle à ce tronçon de la rue Singer.
- No 2 : hôtel particulier du début du XIXe siècle. L'historien de Paris Jacques Hillairet note, au début des années 1970, qu'il s'y trouvait encore un « jardin avec vieille maison à mansarde à poulie »[1].

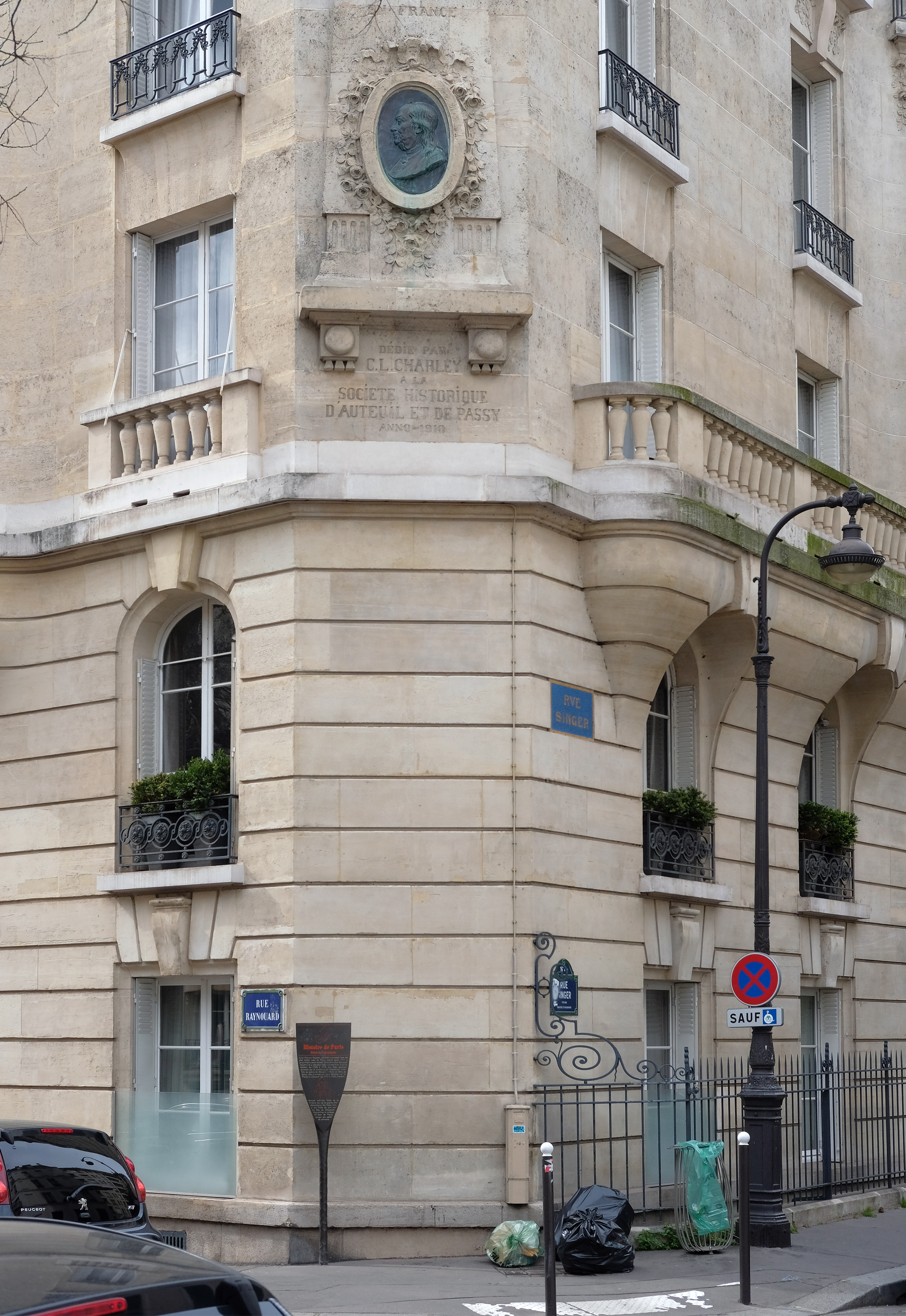
Panneau.
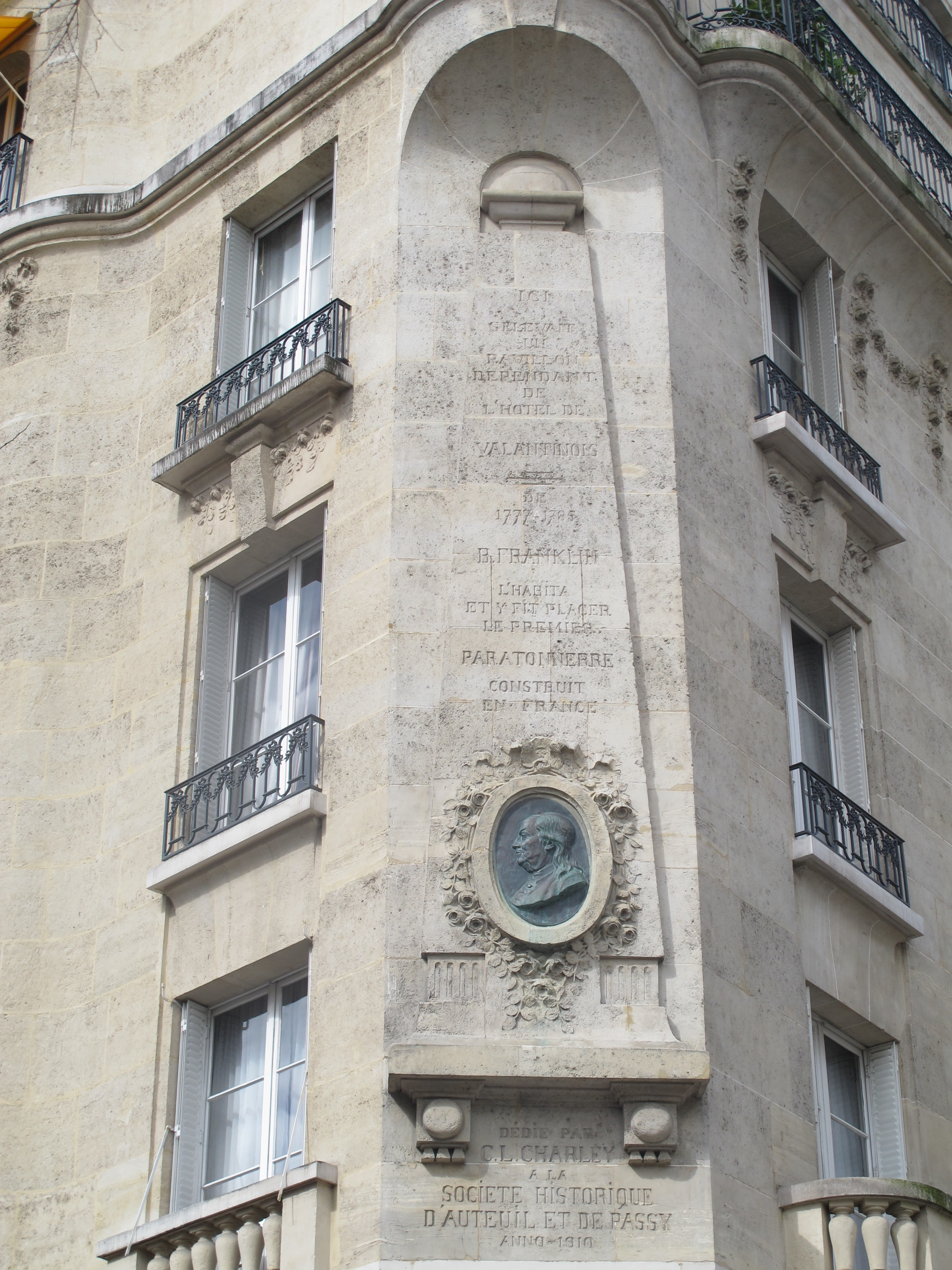
Inscription.

- No 13 : à ce niveau se trouvait une maison qu'habita le jurisconsulte Faustin Hélie (1799-1884) de 1859 à 1879[1],[2].

- No 21 : ici vécut, à la fin de sa vie, le romancier et poète Édouard Dujardin. Une plaque lui rend hommage.
- No 29-31 : passage Singer, voie privée.
- No 31 : villa des Guignières, qui permet d'accéder à la gare de Boulainvilliers (RER C).
- No 35 : immeuble de 1880[3]. L’homme politique socialiste Jules Guesde (1845-1922) y a résidé[4] de longues années, dans un petit appartement du cinquième étage[1] où il habitait seul avec une domestique[5]. Deux jours après sa mort, le dimanche 30 juillet 1922, c’est de cet immeuble, où a été installée sa chambre mortuaire, que part son cortège funèbre[6].
- No 40 : Eugène Scribe résida quelques mois à cette adresse en 1849[1],[7].

Au croisement avec la rue Talma, bureau de poste construit en 1931. Son architecte est Paul Bessine.
- No 60 : ici est née l'actrice Suzanne Avril (1868-1948)[9].
- Le compositeur Paul Dukas (1865-1935) a habité dans cette rue, avant de s'installer dans le même quartier no 84 rue du Ranelagh, où il est mort[10].
- En 1935, Joaquin Rodrigo (1901-1999) y composa quelques danses d'Espagne (pour la maison Eschig) et le Triptic de Mosen Sinto[11].

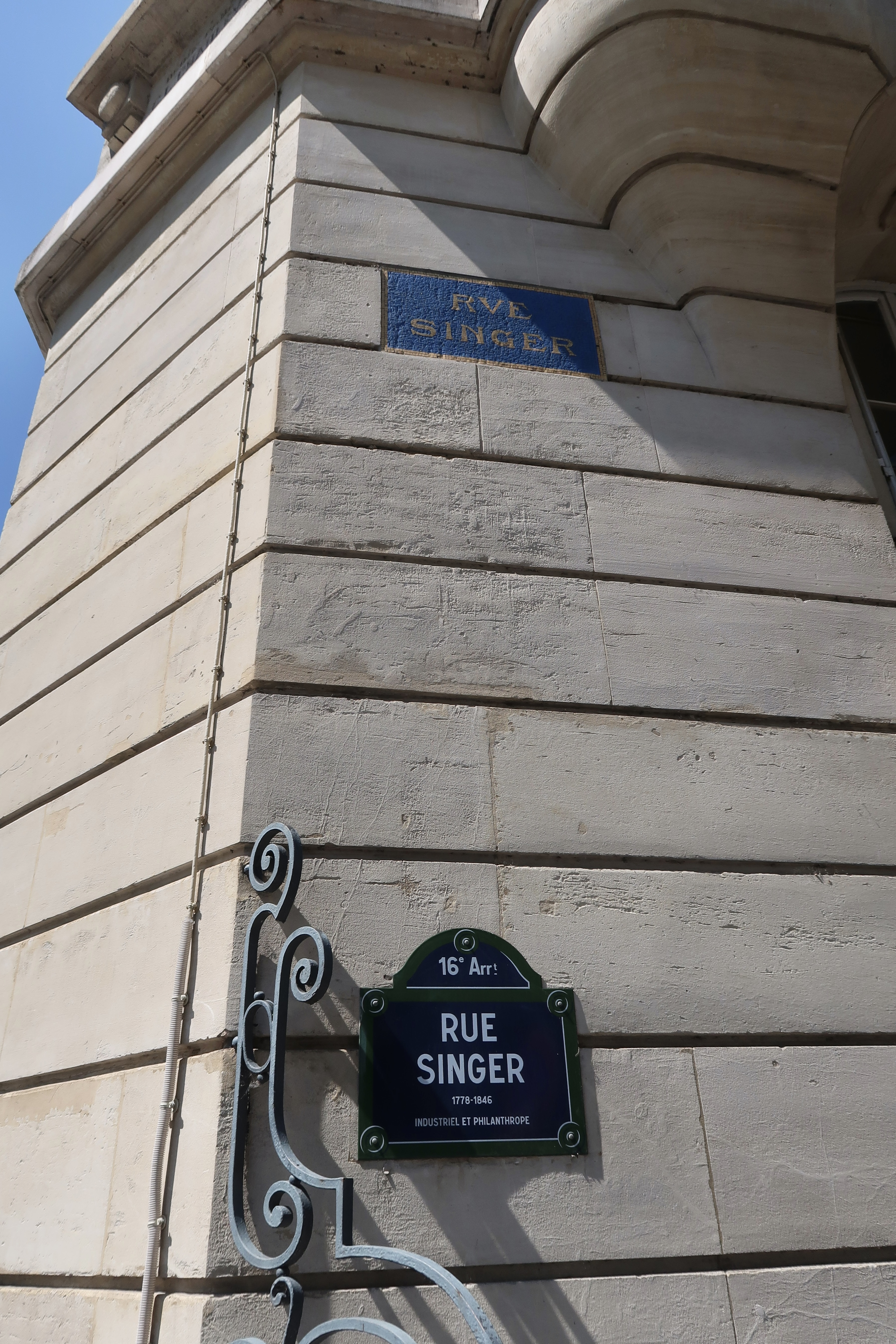
Plaques.
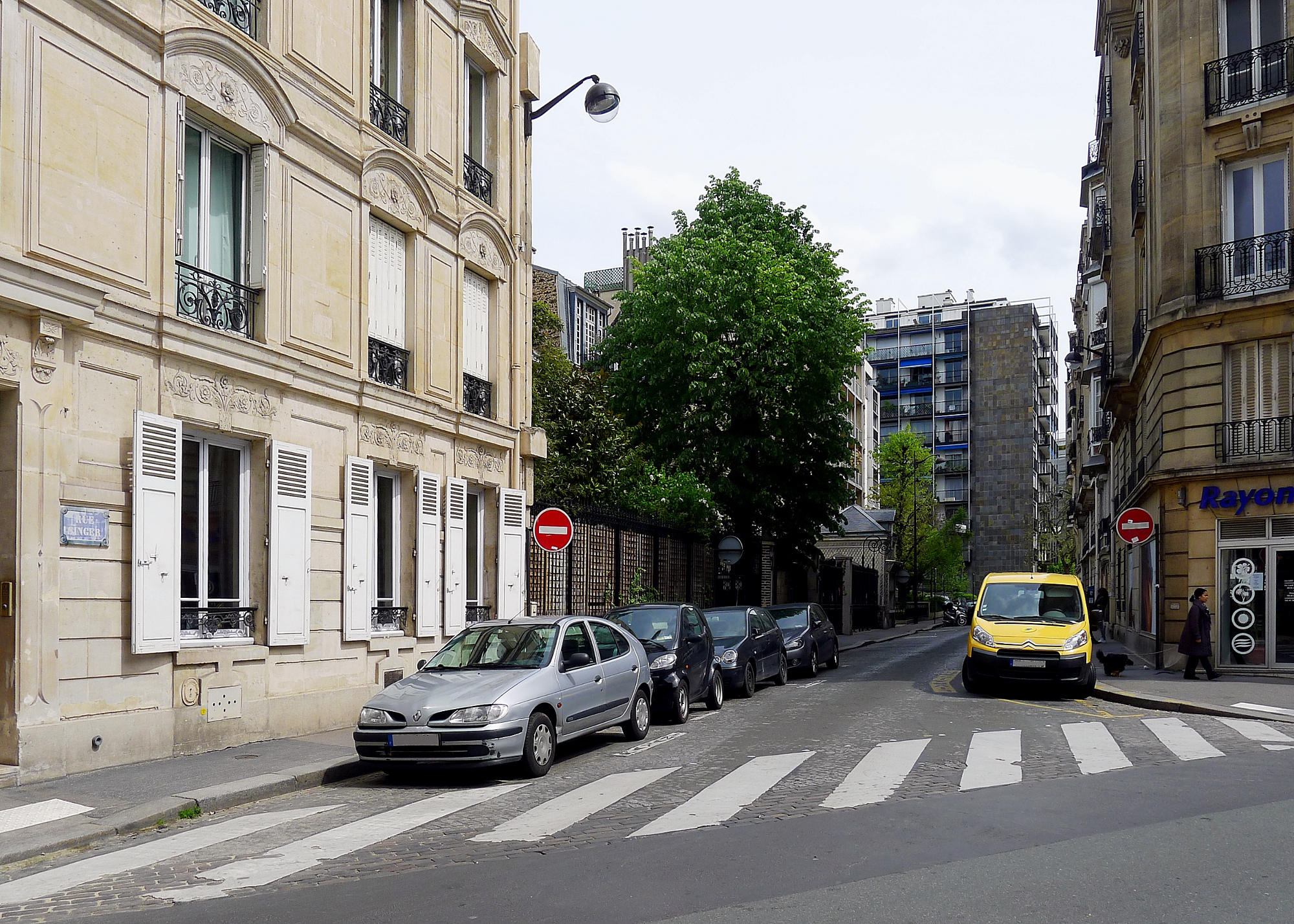
Rue Singer vue depuis la rue des Vignes.
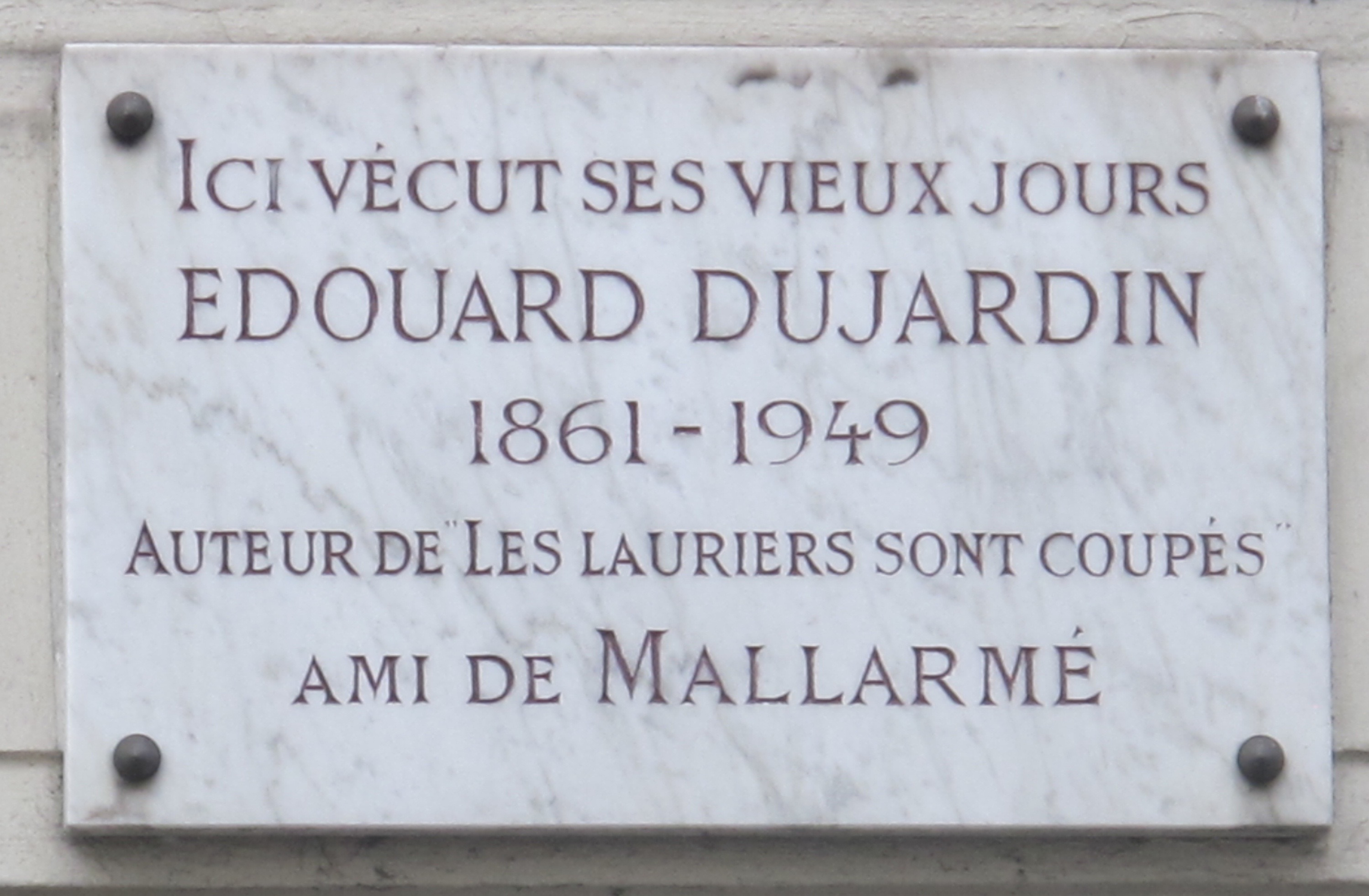
Plaque au no 21.
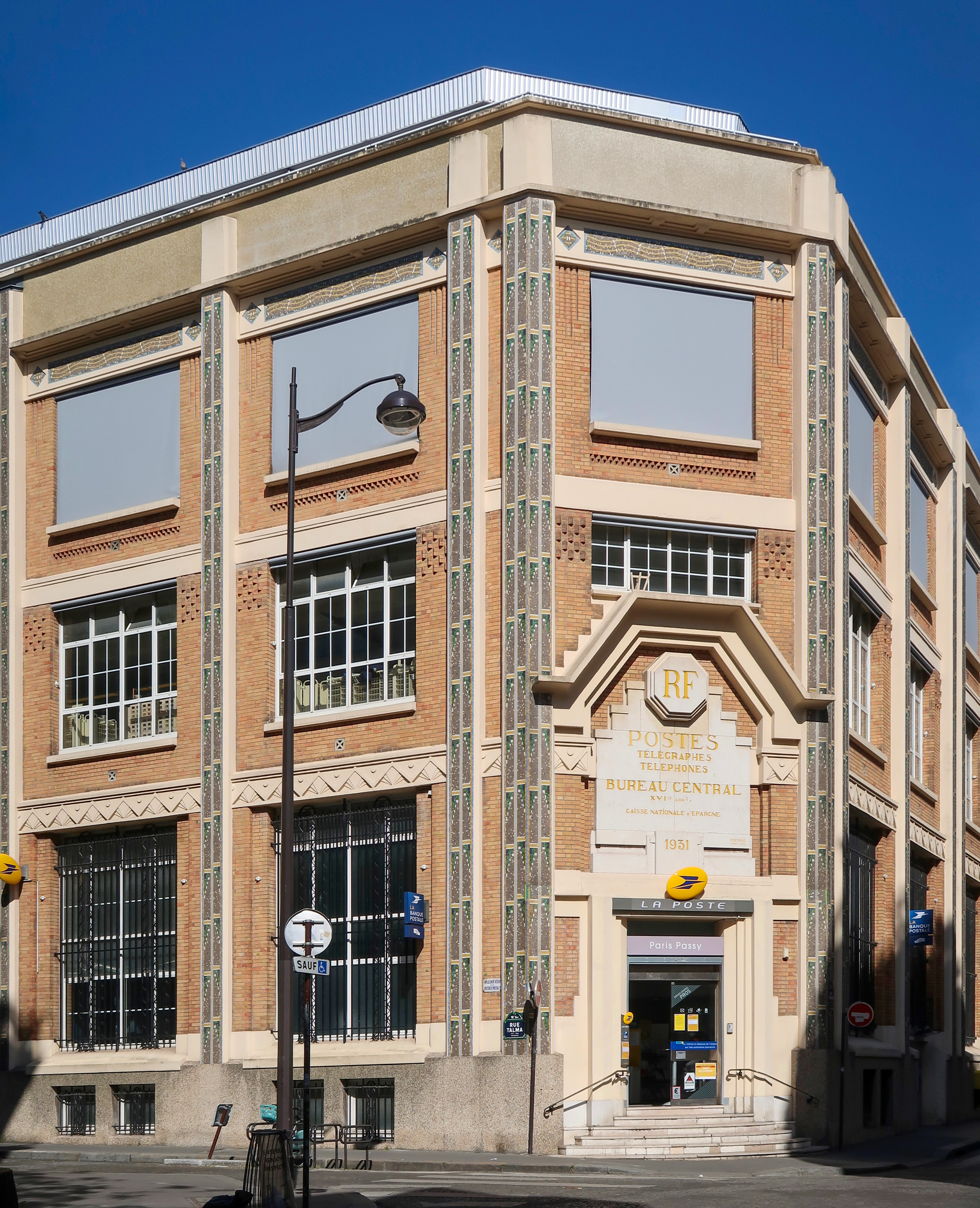
No 40.
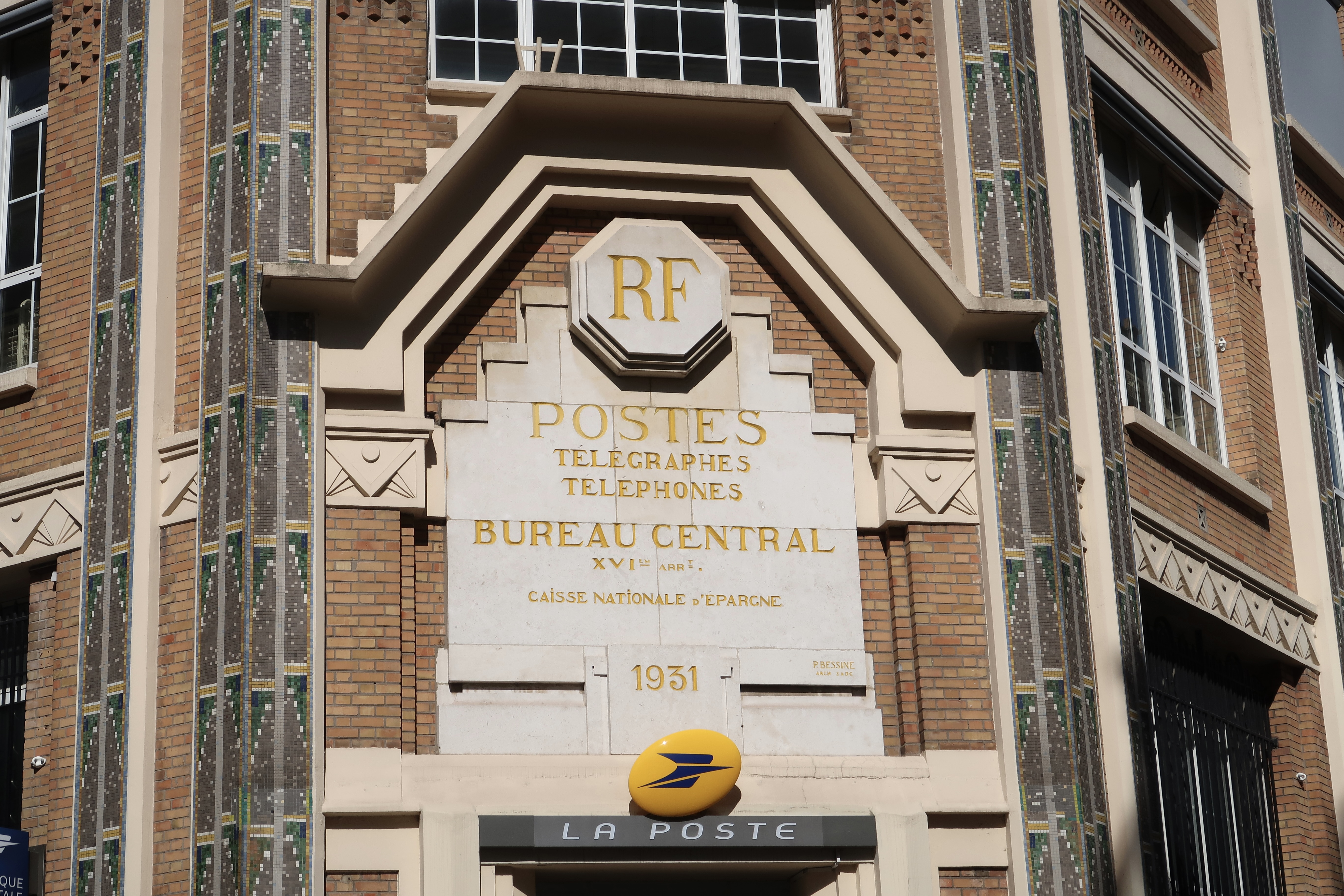
Détail de la façade mentionnant les PTT.
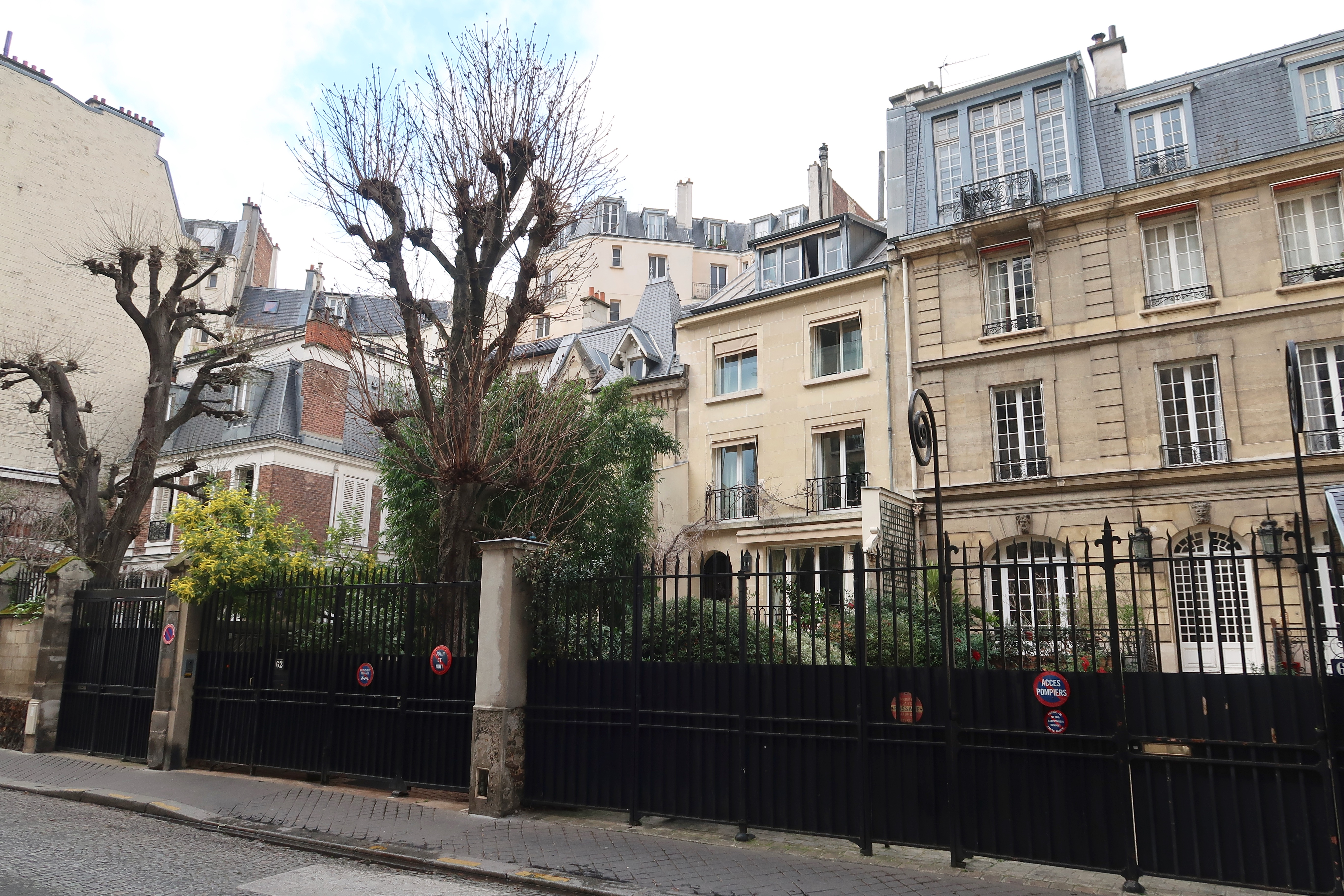
No 62.
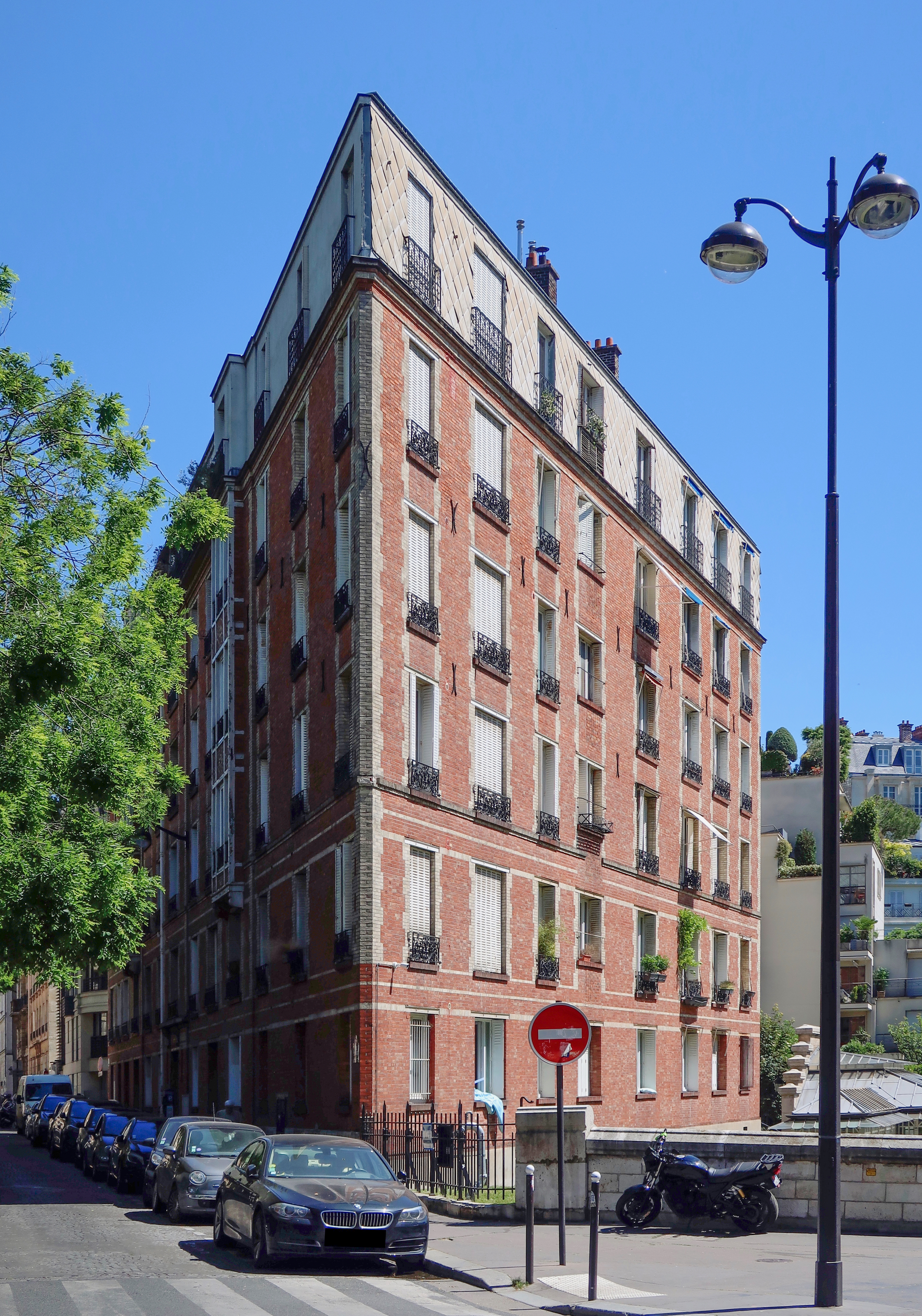
Immeuble au croisement avec la rue de Boulainvilliers.
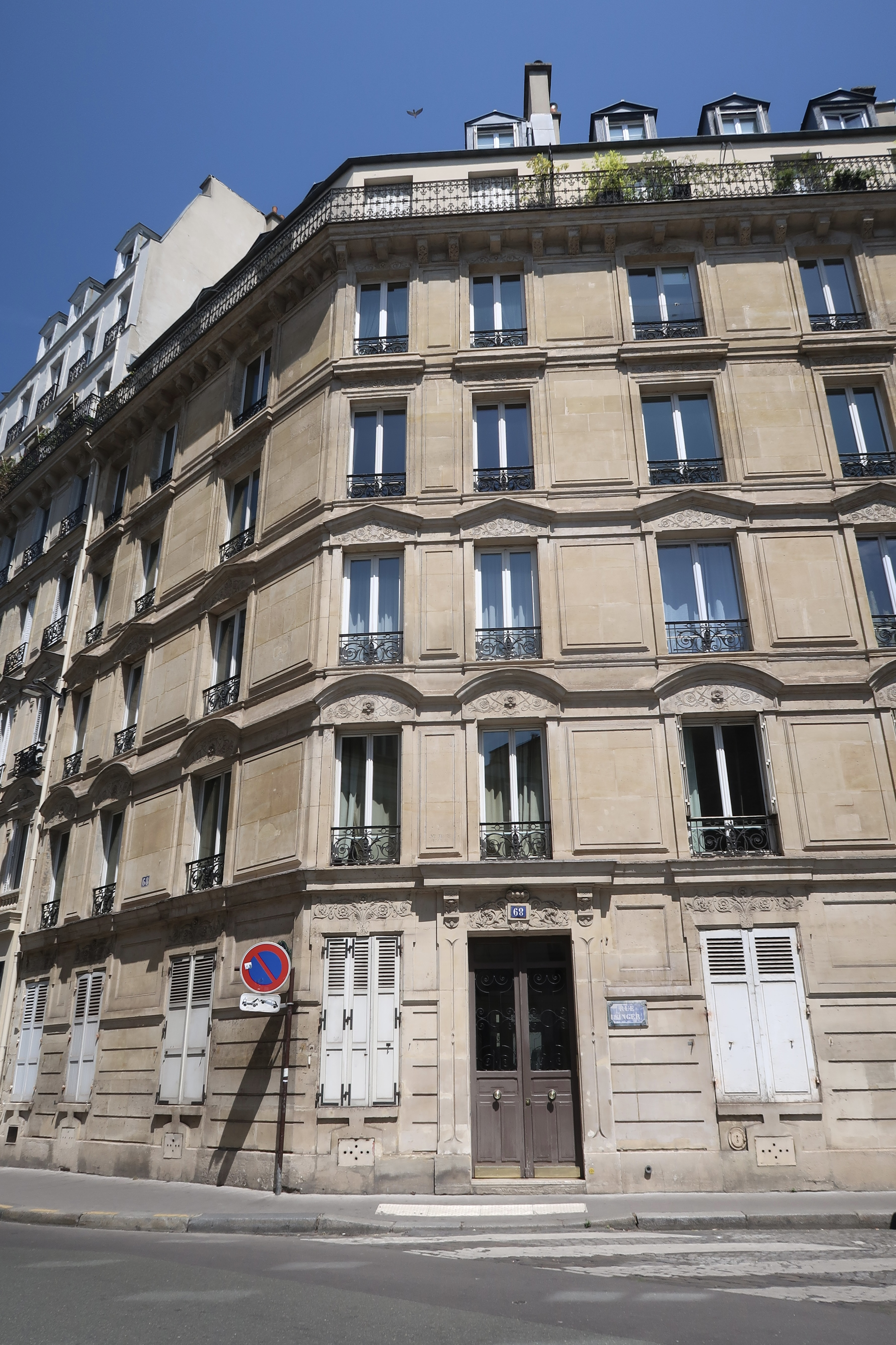
No 68, au croisement avec la rue des Vignes.